# Slettefjellet
Slettefjellet är ett berg i Antarktis. Det ligger i Östantarktis. Norge gör anspråk på området. Toppen på Slettefjellet är 2 638 meter över havet.
Terrängen runt Slettefjellet är varierad. Trakten är obefolkad. Det finns inga samhällen i närheten. 